# Mimasarta
Mimasarta är ett släkte av fjärilar. Mimasarta ingår i familjen Crambidae.
Kladogram enligt Catalogue of Life:
| Mimasarta | \| \| Mimasarta alaicalis \| \| \| \| \| \| Mimasarta niveifascialis \| \| \| \| |
|           | \| \| Mimasarta alaicalis \| \| \| \| \| \| Mimasarta niveifascialis \| \| \| \| |
|           | Mimasarta alaicalis                                                              |
|           |                                                                                  |
|           | Mimasarta niveifascialis                                                         |
|           |                                                                                  |